# Номер 31328
Номер 31328 (грец. Το Νούμερο 31328) — автобіографічний роман грецького письменника Іліаса Венезіса, опублікований у 1924 році. У романі зображені переживання Венезіса, який у роки греко-турецької війни потрапив у турецький полон і пережив «марш смерті», здійснений углиб Анатолії.

## Передісторія
Під час геноциду греків, який турки влаштували в роки Першої світової війни, сім'я Венезіса втекла з Айвалика на острів Лесбос, щоб врятуватись від переслідувань. У Малу Азію вона повернулась після того, як у 1919 році грецькі війська взяли Смирну. 29 серпня 1922 року 18-річного Венезіса турки взяли у полон після того, як Айвалик, Смирна та навколишні території були відвойовані турецькими військами. Він був відправлений у турецький робочий батальйон разом з багатьма представниками чоловічого населення, вглиб Анатолії. Багато полонених загинуло дорогою: хтось був убитий турецькими конвоїрами, хтось не переніс хвороб і голоду. З 3 тисяч полонених вижило тільки 23 людини.
Через 14 місяців Венезіс був звільнений і повернувся на Лесбос, де зустрівся з видавцем щотижневика «Кампана» (з грецьк. Шаблон:Tr-el «Дзвін») Стратісом Мірівілісом. Той переконав Венезіса написати у газеті розповідь про те, що пережив письменник під час перебування у турецькому полоні. В 1924 році текст роману був опублікований у газеті, а в 1931 році вийшов окремою книгою у розширеному варіанті. Нікос Кундурос екранізував роман у 1978 році, знявши фільм «1922» (також відомий як «Смирна 1922»). Фільм був заборонений до показу у Греції до 1982 року через протести Міністерства іноземних справ Туреччини. Важалося, що фільм може нашкодити греко-турецьким стосункам.

## Сюжет
Дія роману розгортається у Айдині, у перші дні окупації містечка турецькими військами. У турецькі трудові батальйони, що називались «амеле табуру», зганяють усе чоловіче населення. Серед полонених є і зовсім бліді люди, і у буквальному сенсі червоні від крові та слідів побиття, котрі змушені йти під спекотним палючим сонцем по піску. Оповідач показує життя учасників маршу смерті очима одного з таких бранців, який описує і жахливі сцени розправи над полоненими: когось забивають до смерті, когось кидають помирати, а когось гвалтують. Зокрема, у розділі 18 роману Венезіс зображує, як групу полонених змусили закопати рештки десятків тисяч грецький християн зі Смирни (Ізмір) і Магнезії (Маніса), котрі стали жертвами геноциду з боку турків.
Відблиски надії на людське ставлення цінується людьми, однак поступово надія розчиняється, попри відчайдушні спроби бранців допомагати один одному. Зрештою, люди стають практично байдужими до долі товаришів по нещастю. Назва роману 31328 відповідає особовому номеру полоненого, котрий був присвоєний Іліасу Венезісу.

## Перевидання
Бельгійський академік Анрі Лібрехт у пролозі французького накладу книги писав: «Описував катів і жертв за допомогою їхніх дій і думок, без гніву і упередження» і підтверджував, що Венезіс створив книгу на основі реальний подій, пережитих ним самим; більше того, влітку 1945 року книга була перевидана, оскільки раніше ніби то була заборонена цензурою. У другому накладі Венезіс стверджував, що переписував роман три рази, що Дімітріс Фотіадіс, колега Венезіса по журналу «Новогрецька література», розкритикував її, вважаючи, що Венезіс необґрунтовано пом'якшив характер розповіді і спотворив достовірність подій у порівнянні з першим накладом.